# Mirosław Pęczak
Mirosław Pęczak (ur. 18 stycznia 1956 w Zielonej Górze) – polski kulturoznawca, doktor habilitowany, profesor nadzwyczajny nauk humanistycznych, dziennikarz, ekspert od kultury młodzieżowej.

## Życiorys
W 1979 ukończył studia z zakresu filologii polskiej i socjologii na Uniwersytecie Warszawskim, od 1981 pracuje na macierzystej uczelni, początkowo w Katedrze Kultury Polskiej. W 1989 obronił na Wydziale Polonistyki UW pracę doktorską Funkcje telewizji w kulturze. Pracował następnie na Wydział Dziennikarstwa i Nauk Politycznych, Wydziale Dziennikarstwa, Informacji i Bibliologii oraz na Wydziale Pedagogicznym UW, gdzie kieruje Zakładem Interdyscyplinarnych Badań nad Kulturą. Był także rektorem Wyższej Szkoły Dziennikarskiej im. Melchiora Wańkowicza w Warszawie. W 2015 uzyskał w Szkole Wyższej Psychologii Społecznej stopień doktora habilitowanego na podstawie pracy Subkultury w PRL. Opór, kreacja, imitacja.
W 1994 został równocześnie dziennikarzem tygodnika „Polityka”. Jest członkiem kapituły przyznającej nagrody kulturalne „Paszporty Polityki”
Jest autorem polskiej definicji zjawiska „hip-hopu”. 

## Wybrane publikacje naukowe
- Subkultury w PRL. Opór, kreacja, imitacja, wyd. Narodowe Centrum Kultury, ISBN 978-83-63631-18-5
- Spontaniczna kultura młodzieżowa. Wybrane zjawiska, wyd. Wiedza o Kulturze, ISBN 83-7044-017-7
- Polska Siła. Skini, narodowcy, chuligani, wyd. Polska Oficyna Wydawnicza BGW, ISBN 83-7066-532-2
- Mały słownik subkultur młodzieżowych, wyd. Semper, ISBN 978-83-900523-1-1
- Cały ten blues. Przypadek Sławka Wierzcholskiego, wyd. Wydawnictwo Adam Marszałek, ISBN 978-83-8019-023-8
- Muzyczne przygody gustu ludowego. O społecznym funkcjonowaniu polskiej muzyki popularnej po 1956 r., wyd. Wydawnictwa Uniwersytetu Warszawskiego ISBN 978-83-235-5385-4